# Шахмаран
Шахмаран (персийски: شاهماران, кюрдски: Şahmaran, Şamaran; на турски: Şahmaran, татарски: Şahmara / Шаһмара / شاهمار) е фигура от легендите в Анадола, една от най-известните легенди. Разпространена е особено много в градовете Мардин и Тарс, сред кюрдите в Ирак и Иран. Шахмаран се счита за владетелка на мъдростта и пазителка на тайните. Името ѝ произлиза от думата шах (цар) и мар (змия на персийски и кюрдски) и означава владетелка на змиите. По всички картини я изобразяват като горната половина от тялото ѝ е на жена, долната на змия. Много турци вярват, че родното място на Шахмаран е град Тарс в Турция, близо до границата със Сирия.
В Анадола съществуват много легенди за Шахмаран. В района на град Мардин Шахмаран е изобразявана върху картини, рисунки, килими, бижута. Легендата съществува със същото име и в Средиземноморието и в град Тарс, но в по-различен вариант. Общата черта на легендата във всичките ѝ варианти е предателската черта в характера на човека. Някои от известните варианти на легендата са, че везирът изпива отровата и умира, а падишахът изпива лечебния сок, оздравява и прави Джемшаб свой везир. А змиите, щом разбрали, че Шахмаран е била убита, подготвили нападение срещу хората.
Срещат се в домовете на хората, украсяват стените в обикновени рамки или в изящни дърворезби. Статуя на Шахмаран има и в град Тарс, където вярват, че е родена там. Откриваме изображението ѝ по шаи за кафе, малки скулптури за украса, бижута, колиета. В така често носеното колие, включващо арабската булва уау و (на турски вав), която според някои вярвания вплита във формата си раждането човека, преди той да израсне и да се превърне в буквата алиф (ا).